# پایگاه فضایی پلستسک

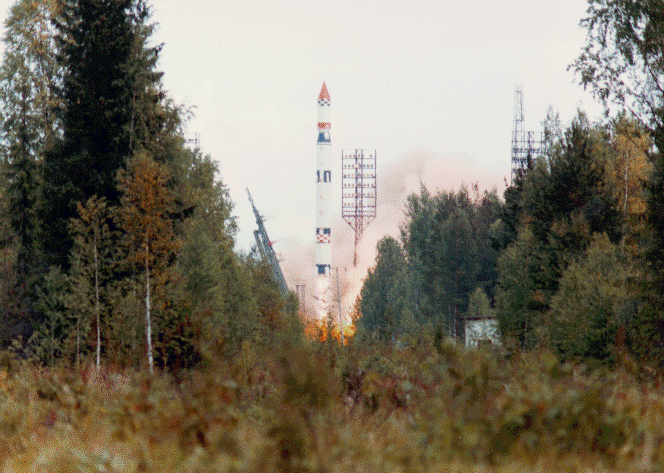
راکت تسیکلون ۳ در حال پرتای ماهوارهٔ میتیور ۳ از پلستسک، ۱۵ اوت ۱۹۹۱.

پایگاه فضایی پـِلِسِتْسْک (به روسی: Плесецк космодром) یک پایگاه فضایی در کشور روسیه است که در استان آرخانگلسک در حدود ۸۰۰ کیلومتری شمال مسکو واقع شده است.

## تاریخچه
این پایگاه در زمان شوروی برای پرتاب موشک‌های بالیستیک قاره‌پیما ساخته شد. ساخت پایگاه در سال ۱۹۵۷ آغاز شد و با تکمیل در سال ۱۹۵۹ برای پرتاب موشک‌های قاره‌پیمای خانواده آر-۷ آماده شد. شهرکی به نام میرنی (به روسی: Мирный) به معنای «صلح‌آمیز» برای اسکان مهندسان و کارمندان پایگاه در نزدیکی این پایگاه احداث شده بود. این پایگاه رکورددار بیشترین تعداد پرتاب موشکی جهان است؛ از سال ۱۹۵۹ تا ۱۹۹۷ یعنی طی دوره‌ای ۳۸ ساله، تعداد ۱۵۰۰ پرواز موشکی از این پایگاه انجام گرفته است. گرچه از زمان فروپاشی شوروی استفاده از این پایگاه کاهش داشته است.
پایگاه فضایی پلستسک یکی از اسرار نظامی دولت شوروی بود و به مدت یک دهه کسی از وجود آن مطلع نبود. در سال ۱۹۶۶ میلادی، یک آموزگار فیزیک بریتانیایی به نام جفری پری به کمک دانش‌آموزانش مدار ماهواره روسی کاسموس ۱۱۲ را به‌دقت بررسی کردند و نتیجه گرفتند که این ماهواره نمی‌توانسته از پایگاه فضایی بایکونور به فضا پرتاب شده باشد. پس از پایان جنگ سرد مشخص شد که سازمان سیا در دهه ۱۹۵۰ میلادی به وجود تشکیلات پرتاب موشکی در این منطقه پی برده بوده است. دولت شوروی در سال ۱۹۸۳ رسماً وجود این پایگاه را تأیید کرد.

## پرتاب کاوشگر ایرانی «سینا
یک کاوشگر ایرانی با نام کاوشگر سینا از طریق پایگاه فضایی پلستسک به فضا فرستاده شده است.